# Fissidentalium yokoyamai
Fissidentalium yokoyamai is een Scaphopodasoort uit de familie van de Dentaliidae. De wetenschappelijke naam van de soort is voor het eerst geldig gepubliceerd in 1931 door Makiyama.